# Bertil Björklund
Knut Bertil Björklund, född 21 april 1921 i Malmö Karoli församling i Malmöhus län, död 12 augusti 2012 i Västerleds församling i Stockholm, var en svensk läkare.
Bertil Björklund var son till författaren Ingeborg Björklund. Efter studentexamen i Södertälje 1941 följde studier vid Karolinska institutet, där han blev medicine kandidat 1945, medicine licentiat 1950 och medicine doktor 1952. Han hade förordnanden vid Statens bakteriologiska laboratorium 1949–1955 och var personalläkare 1952–1954. Han bedrev studier i immunokemi och cellfysiologi vid Columbia University i USA 1954–1955 och var assistant bacteriologist vid Massachusetts General Hospital i Boston i USA 1954. Han var laborator vid Statens bakteriologiska laboratorium från 1956 (med tjänstledighet för immunologiskt forskningsarbete från 1956) och docent i immunologi vid Karolinska Institutet från 1959.
Han var medlem av New York Academy of Sciences, Collegium nationale alergologikum, Society of Experimental biologi and medicine, the Tissue Culture Associate, American Associate of Immunologists, Mikrobiologiska föreningen och Society for Cellbiology. Han författade skrifter i bakteriologi, serologi, immunokemi och onkologi.
Bertil Björklund gifte sig 1943 med medicine kandidat Viveka Forsgren (1924–2013). De fick barnen Tom 1944, Peter 1946, Johan 1948, Klas 1949, Susanna 1951 och Fillippa 1961.